# 张增敬
张增敬（1912年4月—2011年7月），字慎之，男，汉族，河南内黄人，中华人民共和国政治人物，曾任河南省政协副主席。